# Napole (powiat golubsko-dobrzyński)
Napole – wieś w Polsce położona w województwie kujawsko-pomorskim, w powiecie golubsko-dobrzyńskim, w gminie Kowalewo Pomorskie.
W XIII wieku istniał tu mazowiecki gród, objęty w późniejszym okresie przez Krzyżaków.

## Podział administracyjny
W latach 1975–1998 miejscowość należała administracyjnie do województwa toruńskiego.

## Demografia
Według Narodowego Spisu Powszechnego (III 2011 r.) wieś liczyła 231 mieszkańców. Jest szesnastą co do wielkości miejscowością gminy Kowalewo Pomorskie.